# Ocnogyna primula
Ocnogyna primula är en fjärilsart som beskrevs av Marten 1950. Ocnogyna primula ingår i släktet Ocnogyna och familjen björnspinnare. Inga underarter finns listade i Catalogue of Life.